# Wiedemannia dinarica
Wiedemannia dinarica är en tvåvingeart som beskrevs av Engel 1940. Wiedemannia dinarica ingår i släktet Wiedemannia och familjen dansflugor. Inga underarter finns listade i Catalogue of Life.